# Федорівка (селище, Генічеський район)
Федорівка —  селище в Україні, в Іванівському районі Херсонської області. Населення становить 121 осіб.
24 лютого 2022 року село тимчасово окуповане російськими військами під час російсько-української війни.

## Населення
Згідно з переписом УРСР 1989 року чисельність наявного населення селища становила 150 осіб, з яких 72 чоловіки та 78 жінок.
За переписом населення України 2001 року в селищі мешкала 121 особа.

### Мова
Розподіл населення за рідною мовою за даними перепису 2001 року:
| Мова       | Відсоток |
| ---------- | -------- |
| українська | 95,04 %  |
| російська  | 4,96 %   |